# كونستانتين ديفيد
كونستانتين ديفيد هو نقابي روماني، ولد في 25 أبريل 1908، وتوفي في 21 يناير 1941.